# Liste der Naturdenkmale in Boxberg/O.L.
Die Liste der Naturdenkmale in Boxberg/O.L. umfasst Naturdenkmale der sächsischen Gemeinde Boxberg/O.L.

## Definition
„Naturdenkmäler sind rechtsverbindlich festgesetzte Einzelschöpfungen der Natur oder entsprechende Flächen bis zu fünf Hektar, deren besonderer Schutz erforderlich ist
1. aus wissenschaftlichen, naturgeschichtlichen oder landeskundlichen Gründen oder
2. wegen ihrer Seltenheit, Eigenart oder Schönheit.“

„§ 18 – Naturdenkmäler – (zu § 28 BNatSchG)
(1) Die Erklärung nach § 22 Abs. 1 BNatSchG von Teilen von Natur und Landschaft als Naturdenkmal erfolgt durch Rechtsverordnung oder Einzelanordnung.
(2) Über § 28 Abs. 1 BNatSchG hinaus können Naturdenkmäler zur Sicherung von Lebensgemeinschaften oder Lebensstätten von im Bestand gefährdeten oder streng geschützten Arten festgesetzt werden.“

## Naturdenkmale
Diese Auflistung unterscheidet zwischen Flächennaturdenkmalen (FND) mit einer Fläche bis zu 5 ha (bei Verordnung nach DDR-Recht auch mehr) und Einzel-Naturdenkmalen (ND).
Link zu einem Kartenansichtstool, um Koordinaten zu setzen.
| Bild                          | Bezeichnung                           | Lage                                                       | Beschreibung | Datum | Nummer |
| ----------------------------- | ------------------------------------- | ---------------------------------------------------------- | --- | ----- | ------ |
| mehr Fotos \| Fotos hochladen | Eibe                                  | Zimpel, Klitten Flur 23 (51° 19′ 37,4″ N, 14° 36′ 52,1″ O) | ND |       |        |
| BW                            | Peter-Lichten-Starikteich; Heideteich | Klitten Flur 18 (51° 21′ 3,5″ N, 14° 38′ 46″ O)            | FND (23,3 ha), umfasst die Teiche: Großer Lichtenteich, Peternackteich, Starikteich; der Heideteich wird im Geoportal nicht als Teil des FND ausgewiesen. |       |        |

## Ehemalige Naturdenkmale
Link zu einem Kartenansichtstool, um Koordinaten zu setzen.
| Bild | Bezeichnung            | Lage                                            | Beschreibung            | Datum     | Nummer |
| ---- | ---------------------- | ----------------------------------------------- | ----------------------- | --------- | ------ |
| BW   | Platane im Park Jahmen | Klitten Flur 13 (51° 21′ 9,2″ N, 14° 35′ 44″ O) | ND-Beschluss aufgehoben | 1956–2020 |        |